# Gneu Octavi (pretor 205 aC)
Gneu Octavi (en llatí Cnaeus Octavius) va ser un magistrat romà que va viure entre els segles iii i II aC. Era fill de Cnaeus Octavius Rufus, qüestor l'any 230 aC, i formava part de la gens Octàvia, una família romana d'origen plebeu.
Va ser edil plebeu l'any 206 aC amb Espuri Lucreci, i juntament amb ell va ser també elegit pretor el 205 aC. Octavi va obtenir Sardenya com a província i en aigües de l'illa va capturar vuitanta naus de càrrega cartagineses. L'any 204 aC va entregar el comandament a Tiberi Claudi Asel·le, però el seu mandat va ser prorrogat un any més i el senat li va encarregar la vigilància de la costa amb una flota de 40 vaixells. També va portar provisions i subministraments a l'exèrcit romà a Àfrica.
L'any 203 aC el senat va tornar a prorrogar el seu comandament per a la protecció de la costa de Sardenya i com l'any anterior va portar subministraments a Àfrica, però aquesta vegada el va sorprendre una terrible tempesta que va destruir la major part de la seva flota, uns 200 vaixells de transport i 30 naus de guerra. L'any 202 aC Octavi va estar present a la batalla de Zama, i el seu comportament va fer-li guanyar la confiança d'Escipió que li encarregà encapçalar la marxa de les forces de terra cap a Cartago mentre ell bloquejava el port per mar.
L'any 201 aC Octavi va tornar a Itàlia amb part de la flota i va entregar 38 vaixells al propretor Marc Valeri Leví per la guerra contra Filip V de Macedònia. No va estar gaire temps inactiu, i l'any 200 aC el senat el va enviar a Àfrica, a Cartago, com un dels tres ambaixadors davant del rei Masinissa I, i davant de Vermina, el fill de Sifax.
L'any 194 aC va ser un dels comissionats per fundar una colònia romana a Crotona. L'any 192 aC, just abans de l'inici de la Guerra Romano-Síria contra Antíoc el gran, va ser enviat a Grècia per defensar els interessos romans de la zona.